# Cynoglossum amabile
Cynoglossum amabile là loài thực vật có hoa trong họ Mồ hôi. Loài này được Stapf & J.R.Drumm. mô tả khoa học đầu tiên năm 1906.